# Adoptivni cesarji
Adoptivni cesarji je oznaka za rimske cesarje: Nervo, Trajana, Hadrijana, Antonija Pija, Vera in Marka Avrelija, ki so se med leti 96 in 180 povzpeli na prestol s pomočjo adopcije. Ureditev nasledstva z adopcijo je temeljila na razmišljanju, da je cesar posinovil najprimernejšo osebo in jo s tem določil za naslednika. Na ta način naj bi se izognili slabostim krvnega nasledstva, ki so se pokazale v času julijsko-klavdijske dinastije in pod Flavijci. To načelo, ki ga je prvi uporabil Nerva, se je pod njegovimi nasledniki sprva lahko uveljavilo, saj podobno kot on niso imeli lastnih sinov. Toda že Mark Avrelij, ki je kot prvi med adoptivnimi cesarji ponovno imel moškega potomca, se je vrnil k načelu krvenga nasledstva.